# 바람은 불어도
《바람은 불어도》는 1995년 4월 3일부터 1996년 3월 29일까지 방송된 한국방송공사 1TV 일일연속극으로, 팔순의 할머니를 모시고 사는 평범한 황씨 가족의 따뜻한 정을 그린 드라마이다.

## 등장 인물
- 최수종 : 황산해 역 - 삼남, 경주의 연인
- 유호정 : 정경주 역 - 산해의 연인
- 나문희 : 변덕네[1] 역 - 정운, 정택의 어머니, 진해, 찬해, 산해, 경주, 선미의 할머니
- 김무생 : 황정운 역 - 진해, 찬해, 산해, 경주, 선미의 아버지
- 김윤경 : 변금복 역 - 진해, 찬해, 산해, 경주, 선미의 어머니
- 한진희 : 황정택 역 - 정운의 동생
- 윤미라 : 김말자 역 - 정택의 아내
- 송기윤 : 황진해 역 - 장남
- 박성미 : 이애순 역 - 맏며느리
- 김선명 : 황경희 역 (아역) - 진해의 장녀
- 서지희 : 황진희 역 (아역) - 진해의 차녀
- 정성모 : 황찬해 역 - 차남
- 윤유선 : 이청자 역 - 둘째 며느리
- 주수정 ; 찬해와 사랑 을 나누는 섹시한 여자
- 백성현 : 황민 역 (아역) - 찬해의 아들
- 김지영 : 말순 역 - 청자의 어머니
- 신윤정 : 황선미 역 - 막내 딸
- 김일우 : 박수창 역 - 선미의 연인
- 윤손하 : 정영주 역
- 손현주 : 김진국 역
- 이원발 : 오진태 역
- 조민희 : 이수진 역
- 오지영 : 차명옥 역
- 김병기 : 황산해의 직장 상사 역
- 이대로 : 황정운 친구(공장 사장) 역
- 손호균 : 김태원(후임 공장 사장) 역
- 김영옥 : 칠성네 역
- 이정윤
- 이지균

## 시청률
- 1995년 11월 13일 이후 종영까지 5개월 간 주간 시청률 1위를 지키며 평균 시청률 40~50%대를 유지하였다.[2]
- 1996년 2월 6일, 최고 시청률 55.8%를 기록[3]하였고, 이는 일일극 역사상 최고 시청률이었다. 현재는 MBC <보고 또 보고>에 이어 역대 일일극 중 최고 시청률 2위이다.
- 이 드라마의 높은 시청률로 인해 KBS 뉴스 9 시청률이 상승했음은 물론, KBS 1TV의 전체 시청률 역시 상승하였다.[4]

## 결방 사유 및 편성 변경
- 1995년 12월 18일 ~ 12월 22일 : 하이라이트 편성
- 1995년 12월 25일 ~ 12월 29일 : 송년 특집 프로그램 편성으로 인해 결방
- 1996년 1월 1일 : 60분물의 특집 프로그램(전개될 내용 요약) 편성
- 당초 120부작으로 기획되어 10월 초에 종영 예정이었으나 인기에 힘입어 12월까지 연장되었다.[5]
- 후속작 집필자로 긴급 결정된 이금림 작가가 3개월 간 시간을 줄 것을 요구하자 3월 말까지 연장 방영이 결정되었다.[6] 이 과정에서 12월 중순부터 12월 말까지 결방되어 지적을 받았다.

## 수상
- 1995년 KBS 연기대상 대상 나문희
- 1995년 KBS 연기대상 여자 우수연기상 윤유선
- 1995년 KBS 연기대상 남자 인기상 한진희, 최수종
- 1995년 KBS 연기대상 여자 인기상 유호정
- 1996년 제32회 백상예술대상 TV부문 극본상 문영남
- 1996년 제32회 백상예술대상 TV부문 여자 인기상 나문희
- 1996년 제23회 한국방송대상 대상 (TV 드라마)
- 1996년 제23회 한국방송대상 작가상 문영남
- 1996년 제23회 한국방송대상 여자 탤런트상 나문희

## 참고 사항
- 동명의 드라마가 <남자는 외로워> 후속 2TV 주말극으로 방영될 예정이었다. 남자 주인공 후보에 박상원, 정보석, 최민수, 최재성, 김상중, 박중훈 등이 물망에 올랐으나 모두 실패하여 허준호로 간신히 낙점됐다. 하지만, 집필자인 허숙 작가가 당시 여주인공이었던 하희라의 상대역으로 캐스팅된 허준호가 드라마에 어울리지 않는다는 이유 때문에 집필을 거부하였으며, 작가와 연출자(김현준) 사이의 마찰 때문에 편성이 취소됐다.[7][8] <바람은 불어도>의 빈 자리는 당초 <당신이 그리워질 때> 후속 KBS 1TV 일일극으로 기획된[9] 작품이었던 <딸부잣집>이 대체 편성되었다.[10]
- 전작 <하늘 바라기>의 부진으로 인해 급히 기획된 작품으로, 당초 제목은 <기분 좋아요>였으며 김세윤, 정한용이 출연할 예정이었으나, 문영남 작가가 투입되면서 스토리가 전면수정되었다.[11]
- 문영남 작가는 1994년 출판된 자신의 단편소설 <황가네 식구들>을 각색한 기획안을 제출했으며, 주제나 인물 설정은 같지만 드라마에 맞게 배경을 재구성하고 에피소드를 대폭 늘렸다.[12]
- 제목은 소설 제목과 동일한 제목으로 방송할 계획이었으나, 홍두표 당시 KBS 사장이 <바람은 불어도>라는 제목을 제안하여 이 제목을 쓰게 되었다.[13]
- 전전작이었던 <당신이 그리워질때>의 이영희 PD가 다시 연출을 맡았으며, <당신이 그리워질때>에 출연하였던 김무생, 김윤경, 박성미, 김병기, 오지영이 해당 작품에 출연하였다. 스태프 대부분 역시 <당신이 그리워질때>의 스태프진들로 구성되었다.[14] <당신이 그리워질때>에서 부부로 출연했던 김무생, 김윤경은 해당 작품에서 다시 부부 역할로 재회하였다.
- 송채환은 이 작품의 출연 제의를 받았지만 첫 대사 연습까지 다 마친 상태에서 '남자 상대역과 이미지가 않는다는' 이유로 하차를 당하였다.[15]
- 탄탄한 스토리 구성과 서민적인 해학이 담겨있는 재치 있는 대사로 큰 인기를 끌었으며, 이 드라마로 조모 역의 나문희는 연기 생활 30년 만에 KBS 연기대상을 수상하며 유명 배우로 발돋움하였다.[2][16]
- 장기 방영되었음에도 당시 드라마들이 추구하던 극단 상황 설정, 자극적인 대사나 화면, 뒤틀린 인물들의 성격 묘사 등의 극약처방 없이 원활하게 드라마를 진행하여 호평을 받았다.[17]
- 그러나, 인기에 편승한 무리한 연장방영과 일부 가부장적인 설정(가부장의 권위, 맏며느리의 희생)으로 비판을 받았다.[18]